# Hallberg's Surprise
Hallberg's Surprise eller Inte ens de gamla mästarna går säkra är ett musikalbum från 1987 där Bengt Hallberg improviserar över kända melodier.

## Låtlista
1. Preludium i c-moll (Frédéric Chopin) – 3'58
2. Ain't Misbehavin' (Fats Waller/Harry Brooks/Andy Razaf) – 2'39
3. Pianokonsert nr 1 (Pjotr Tjajkovskij) – 3'29
4. Les Parapluies de Cherbourg (Michel Legrand) – 3'46
5. Gotländsk sommarnatt (Svante Pettersson) – 2'42
6. Caprice nr 24 (Niccolò Paganini) – 5'07
7. Take the "A" Train (Billy Strayhorn) – 4'07
8. Sarabande (Georg Friedrich Händel) – 3'31
9. La folia (Arcangelo Corelli) – 6'11
10. Splanky (Neal Hefti) – 4'02
11. Svallvågor (Reinhold Svensson) – 3'31
12. An der schönen blauen Donau (Johann Strauss d.y.) – 3'29
13. Prelude No 2 (George Gershwin) – 4'11
14. Allegretto ur Symfoni nr 7 (Ludwig van Beethoven) – 3'41
15. Smile (Charlie Chaplin) – 3'04
16. Lili Marlene (Norbert Schulze/Tommie Connor) – 2'48

## Medverkande
- Bengt Hallberg – piano

### Fotnoter
1. ↑  ”Svensk mediedatabas”. http://smdb.kb.se/catalog/id/001489125. Läst 8 november 2011.